# Sandö, Kimitoön
Sandö (finska: Santasaari) med Bissholmen är en ö i Finland. Den ligger i Skärgårdshavet och i kommunen Kimitoön i den ekonomiska regionen  Åboland i landskapet Egentliga Finland, i den sydvästra delen av landet. Ön ligger omkring 24 kilometer söder om Åbo och omkring 130 kilometer väster om Helsingfors. Öns area är 7,25 kvadratkilometer och dess största längd är 3,9 kilometer i nord-sydlig riktning.
Som följd av landhöjning har ön nästan vuxit ihop med ön Kimitoö. Upp till år 1969 var Sandö en del av Karuna. När resten av Karuna kommun slogs samman med Sagu kommun år 1969 blev Sandö istället en del av Kimito. När kommunerna Kimito, Västanfjärd och Dragsfjärd slogs samman till den nya kommunen Kimitoön år 2009 blev Sandö en del av den nya kommunen.
Skärgårdsslaget vid Sandöström i augusti 1808 utkämpades i närheten av ön. Sandö gård ägdes av ätten Horn till Karl XI:s reduktion.

## Delöar och uddar
- Sandö (Santasaari) 60°13′33″N 22°28′19″Ö / 60.22589°N 22.47185°Ö
- Källnäsudden 60°13′01″N 22°27′16″Ö / 60.21686°N 22.45456°Ö (udde)
- Grängnäsudden 60°14′14″N 22°27′59″Ö / 60.23734°N 22.46639°Ö (udde)
- Varvsudden 60°14′27″N 22°28′53″Ö / 60.24071°N 22.48125°Ö (udde)
- Bissholmen 60°12′55″N 22°29′51″Ö / 60.21534°N 22.49738°Ö